# Hendrik Roodt
Pour les articles homonymes, voir Roodt.
Pas d'image ? Cliquez ici

a Compétitions nationales et continentales officielles uniquement.

Dernière mise à jour le 13 juin 2022.
 Hendrik Roodt, né le 6 novembre 1987 à Lichtenburg en Afrique du Sud, est un joueur de rugby à XV sud-africain évoluant dans les rangs du LOU et jouant au poste de deuxième ligne. Il mesure 1,98 m pour 121 kg.

## Carrière
En 2017, il quitte Grenoble, relégué en Pro D2, et signe pour trois ans au Lyon olympique universitaire.